# Bob, o Construtor
Bob, o Construtor (no original em inglês: Bob the Builder) é uma série de animação stop motion britânica criada por Keith Chapman e produzida por HOT Animation, HIT Entertainment, Mackinnon & Saunders e British Broadcasting Corporation. A série se estreou de aires às 7:30 a.m. ET/PT  em 28 de novembro de 1998 em British Broadcasting Corporation no Reino Unido.
No Brasil já foi transmitido pelo Discovery Kids em canal fechado, e pelo SBT, TV Cultura e TV Brasil em canal aberto. Em Portugal foi transmitida pela RTP 1, RTP 2, Canal Panda e agora só transmite no JimJam. O sucesso da série em Portugal justificou a inclusão de um espectáculo infantil com o orçamento de um milhão e quinhentos mil euros.

## Enredo
Na cidade onde mora Bob é um jovem construtor conhecido pelo seu grandioso trabalho em obras consertando, construindo e reparando inúmeras casas e lojas dos habitantes. No entanto ele não está sozinho em seu serviço, Bob está sempre na companhia de suas máquinas falantes que o ajudam no seu trabalho de construção civil ao mesmo tempo que aprendem coisas novas em meio as andanças pela cidade.

## Personagens

### Protagonistas

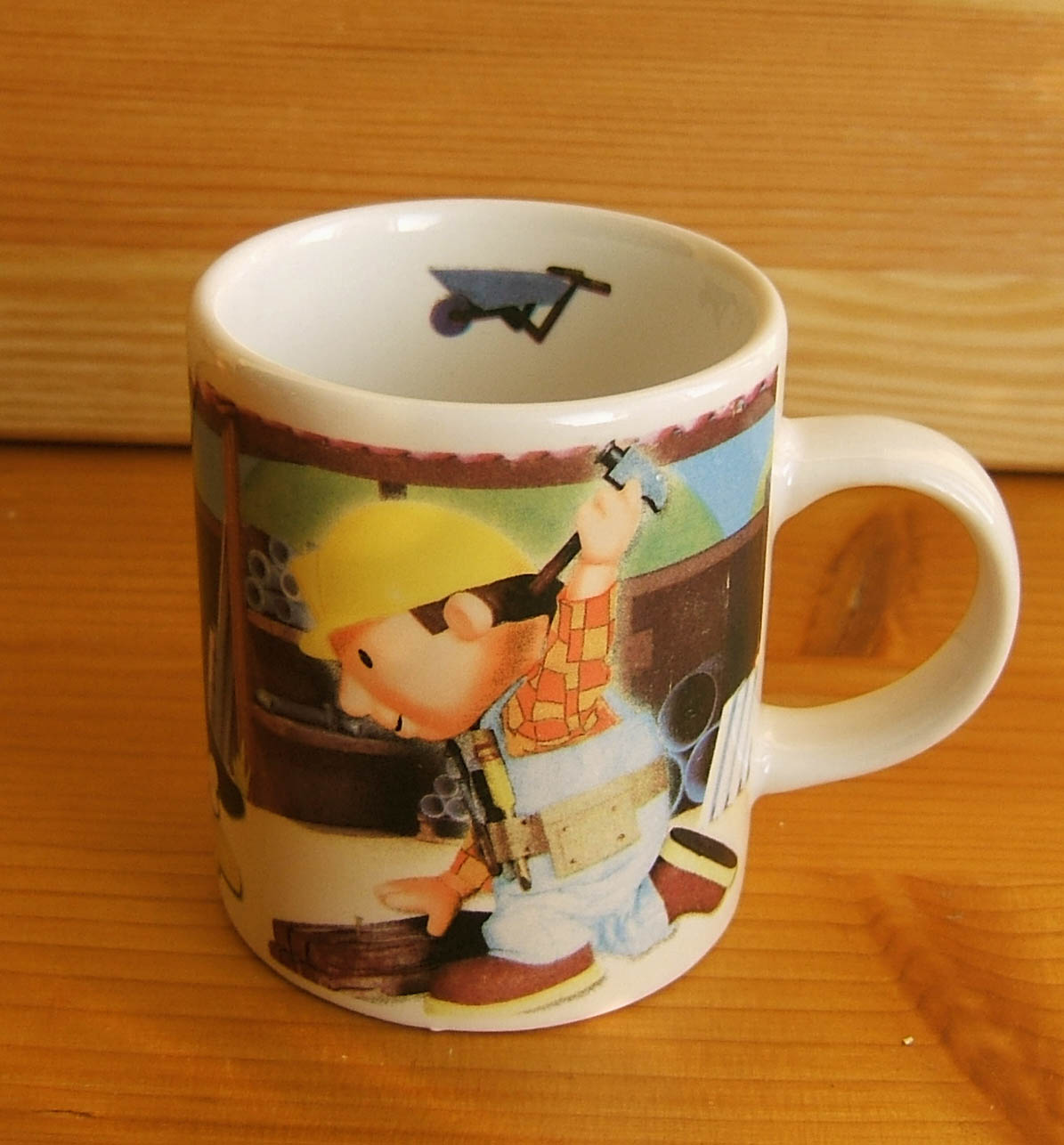
Bob.

- Bob - Protagonista da série. Bob é um construtor dedicado que vive consertando coisas com a ajuda de suas máquinas. Ele é especializado em várias áreas de construção desde pedreiro, bombeiro, marceneiro, pintor, arquiteto, entre outros serviços. Sempre usa um capacete de operário amarelo, possui os cabelos castanhos.
- Wendy - Amiga humana de Bob que o ajuda nas construções. Ela exerce os mesmos serviços de Bob e assim como ele também é capaz de operar suas amigas máquinas para fazer o serviço. Ela possui cabelos loiros e seu capacete é azul.

### Máquinas
- Escave (Brasil) / Escavão (Portugal)  - AV - Ele é uma máquina escavadora macho e amarelo. Normalmente aparece sendo mostrado como o líder das máquinas.
- Dizzy (Brasil) / Beta (Portugal) - ME - Ela é uma máquina de fazer cimento laranja e com rodas. É a mais agitada e alegre da turma, muitas vezes agindo como uma criança. Frequentemente gira e levanta suas rodas, aparentando "ficar de pé" sobre elas.
- Guindo (Brasil) / Alturas (Portugal) - Ele é um carro guindaste azul. Sua principal característica é sua personalidade covarde e tímida, sempre se assustando facilmente. Em um episódio ele mostrou ter medo do Espoleta, mas isso nunca foi mostrado depois.
- Roley (Brasil) / Rolão (Portugal) - EG - Ele é um carro rolo verde. É o mais calmo e descontraído da turma. Normalmente tem como passatempo ficar cantando.
- Muck (Brasil) / Lagartas (Portugal) - Ela/ele é uma caçamba/lagarta escavadora vermelha.

### Secundários
- Espoleta (Brasil) / Pintas (Portugal) - Ele é um espantalho falante muito preguiçoso e encrenqueiro que trabalha na fazenda do Fazendeiro Pickles. Nunca cumpre com seu serviço como é de costume sempre cabulando trabalho para fazer suas travessuras. Ele um grande amigo das máquinas e do Bob. Sempre que faz alguma coisa errada é repreendido por Bob. Seu parceiro é o Travis.
- Fazendeiro Pickles (Brasil) / Agricultor Pickles (Portugal) - Um fazendeiro dono de sua própria fazenda. Ele é o chefe de Espoleta e Travis. Ele é amigo de Bob, muitas vezes repreende Espoleta por não fazer o trabalho direito.
- Travis (Brasil) / Tomás (Portugal) - Ele é um trator verde que também trabalha na fazenda do Fazendeiro Pickles. Travis é muito amigo de Espoleta. Ele é muito inocente e ingênuo e se deixa levar pelas histórias que Espoleta conta.
- Sr. Bentley (Brasil) / Sr. Picuinhas (Portugal) - O inspetor de construção que normalmente chefia Bob e sua equipe, como também é prefeito da cidade.
- Pituca (Brasil)/Gatolas (Portugal) - Gata azul de estimação do Bob.
- Piu (Brasil)/Pássaro (Portugal) - Pássaro azul e cantor amigo de Bob, as máquinas e Espoleta.
- Scruffty (Brasil)/Cachaço (Portugal) - Cachorro de estimação do Fazendeiro Pickles.

## Episódios
- Ver também: Lista de episódios de Bob, o Construtor

| Temporadas | Temporadas | Episódios | Datas oficiais em que esteve no ar | Datas oficiais em que esteve no ar |
| Temporadas | Temporadas | Episódios | Início                             | Fim                                |
| ---------- | ---------- | --------- | ---------------------------------- | ---------------------------------- |
|            | 1          | 13        | 12 de Abril de 1999                | 2 de Agosto de 1999                |
|            | 2          | 13        | 11 de Outubro de 1999              | 28 de Dezembro de 1999             |
|            | 3          | 13        | 1 de Setembro de 2000              | 19 de Setembro de 2000             |
|            | 4          | 13        | 1 de Fevereiro de 2001             | 19 de Fevereiro de 2001            |
|            | 5          | 13        | 1 de Abril de 2002                 | 13 de Abril de 2002                |
|            | 6          | 13        | 2 de Setembro de 2002              | 14 de Setembro de 2002             |
|            | 7          | 13        | 3 de Fevereiro de 2003             | 20 de Fevereiro de 2003            |
|            | 8          | 13        | 1 de Setembro de 2003              | 24 de Novembro de 2003             |
|            | 9          | 13        | 3 de Abril de 2004                 | 20 de Dezembro de 2004             |
|            | 10         | 15        | 2 de Maio de 2005                  | 20 de Maio de 2005                 |
|            | 11         | 12        | 1 de Agosto de 2005                | 16 de Agosto de 2005               |
|            | 12         | 14        | 31 de Julho de 2006                | 17 de Agosto de 2006               |
|            | 13         | 12        | 18 de Agosto de 2006               | 4 de Setembro de 2006              |
|            | 14         | 12        | 3 de Setembro de 2007              | 18 de Setembro de 2007             |
|            | 15         | 15        | 19 de Setembro de 2007             | 9 de Outubro de 2007               |
|            | 16         | 13        | 5 de Agosto de 2008                | 26 de Agosto de 2008               |
|            | 17         | 20        | 12 de Abril de 2010                | 28 de Maio de 2010                 |
|            | 18         | 8         | 26 de Setembro de 2011             | 5 de Outubro de 2011               |

## Reboot
Em 2012 a HIT Entertainment (estúdio de animação do desenho) foi comprada pela Mattel, essa compra coincidiu-se com o término da série naquele ano. Após 3 anos em 2015 Mattel decidiu retornar com a franquia desta vez como um reboot adaptando um novo estilo de animação em 3D mudando drasticamente o design dos personagens deixando-os mais realistas e humanos, afim de promover uma nova linha de brinquedos produzida pela subsidiária da Mattel: Fisher-Price. O cenário também mudou deixando de ser em uma cidadezinha do interior para ser numa cidade grande, além das construções terem ficado relativamente maiores, a personalidade de alguns personagens também foi mudada e muitos da série antiga como Espoleta e Travis foram deixados de fora, enquanto outros novos como Leo foram incluídos.
No entanto com todas essas mudanças a série foi fortemente criticada pelos fãs antigos.

## Dublagens
| Personagems                           | Dubladores (Original) | Dubladores (Brasil) | Dobradores (Portugal) |
| ------------------------------------- | --------------------- | ------------------- | --------------------- |
| Bob                                   | Neil Morrissey        | Wendel Bezerra      | Carlos Macedo         |
| Wendy                                 | Kate Harbour          | Isabel de Sá        | Ana Catarina          |
| Agricultor Pickles/Fazendeiro Pickles | Neil Morrissey        | Francisco Borges    | Joel Constantino      |
| Pintas/Espoleta                       | Rob Rackstraw         | Tatá Guarnieri      | Carlos Macedo         |
| Escavão/Escave                        | Rob Rackstraw         | Ulisses Bezerra     | Joel Constantino      |
| Lagartas/Muck                         | Rob Rackstraw         | Angélica Santos     | Carlos Macedo         |
| Beta/Dizzy                            | Kate Harbour          | Silvia Suzy         | Ana Catarina          |
| Alturas/Guindo                        | Neil Morrissey        | Figueira Júnior     | Carlos Macedo         |
| Rolão/Roley                           | Neil Morrissey        | Ivo Roberto         | Joel Constantino      |
| Tomás/Travis                          | Rob Rackstraw         | Flávio Dias         | Joel Constantino      |
| Sr. Picuinhas/Sr. Bentley             | Rob Rackstraw         | Gileno Santoro      | Joel Constantino      |
| Léo                                   | Jacob Scipio          | Alex Minei          | ?                     |

### Trilha sonora portuguesa
A dublagem desta versão portuguesa, em Portugal, contou com a interpretação de Carlos Macedo, Ana Catarina e Joel Constantino, também director de dobragem. A tradução foi feita por Helena Florencio, uma das tradutoras da série Samurai X. Tem como tema principal Eu sou o Bob, o Construtor, (Can We Fix It?, no original, correspondendo à frase-chave "Podemos consertar?"), desta vez interpretado por Joel Constantino, com voz adicional de Carlos Macedo, com direção musical de María Do Amparo e Samu Keddas.

### Trilha sonora brasileira
A dublagem desta versão brasileira teve como tema principal Bob, o Construtor (Podemos consertar?) desta vez interpretado por Kléber de Paula, com voz adicional de Fábio Lucindo (até a temporada 12) e de Karina Firmo e Pedro Alcântara (a partir da temporada 13), com direção musical de Thiago Castanho e Flávio Santos.